# Anne Lefébure
Pour les articles homonymes, voir Lefébure.
Anne Lefébure est une actrice, chanteuse et animatrice de télévision française.

## Biographie

### Carrière
Originaire de Nice[réf. nécessaire], Anne Lefébure étudie la danse avec Jean Babilée, danseur étoile de l'Opéra de Paris. Raymonde Bronstein, avec laquelle elle danse dans les ballets d'Arthur Plasschaert, est contactée par le compositeur de jazz Claude Bolling pour constituer un groupe vocal féminin sur le modèle américain. Elle convainc Anne Lefébure et deux autres de ses collègues de se joindre à l'aventure : Les Parisiennes voient le jour en 1964 et connaissent rapidement de nombreux succès avec des chansons comme Il fait trop beau pour travailler ou Ce soir à Saint-Tropez. Le groupe se dissout au début des années 1970.
Anne Lefébure devient alors une des voix d'antenne de FIP, puis speakerine sur la troisième chaîne de télévision créée en 1973. Selon la volonté de modernité de la nouvelle chaîne, elle présente les programmes en voix off sur un télétexte défilant et n'apparaît à l'antenne que pour les fêtes de fin d'année. 
À l'instar de Sylvie Caspar vingt ans plus tard, sa voix très caractéristique la rend rapidement célèbre. Elle présente et anime plusieurs émissions comme Kamikaze Impro en 1985 avec Éric Métayer et Jean-Daniel Laval, et est une invitée régulière de jeux télévisés comme L'Académie des neuf et Les Jeux de 20 heures. 
À la même époque, elle entame une carrière d'actrice à la télévision, tournant principalement sous la direction de Marion Sarraut. Elle tient notamment le principal rôle féminin dans la série télévisée Merci Sylvestre aux côtés de Jean-Luc Moreau.

### Vie privée
Anne Lefébure épouse le 3 janvier 1961 à la mairie du 15e arrondissement de Paris le chanteur fantaisiste Ricet Barrier (1932-2011), avec lequel elle aura une fille, Valérie, également devenue chanteuse. Ils divorcent en 1977.

## Filmographie

### Télévision
- 1981 : Les Amours des années folles, épisode La Femme qui travaille de Marion Sarraut : Thérèse
- 1981 : Cinéma 16, épisode Tout est à vendre de Jean Streff : Véronique
- 1983 : Merci Sylvestre de Serge Korber : Josée
- 1983 : Cinéma 16, épisode Un psy pour deux de Serge Korber : Julie Moreau-Malherbe
- 1984 : Cinéma 16, épisode La Groupie de Jean Streff : la mère de Sophie
- 1984 : Les Amours des années 50, épisode Le Journal d'une bourgeoise de Jeannette Hubert : Sylvestre Fontaine
- 1986 : Catherine de Marion Sarraut : Jacquette Legoix (1 épisode)
- 1995 : Julie Lescaut, épisode  Rumeurs (1.4) de Marion Sarraut : la femme-médecin
- 1996 : Petite Sœur de Marion Sarraut : le professeur
- 1996 : Une femme d'honneur, épisode Lola, Lola (1.1) de Marion Sarraut : Sophie Cardonnet
- 1997 : Les Cordier, juge et flic, épisode Comité d'accueil (4.5) de Marion Sarraut : Irène Legof

## Anecdote
Anne Lefébure aurait dû être la voix off du Cinéma de minuit à sa création en 1976, avant que ne lui soit préférée celle de l'auteur des textes de présentation des films (et leur sélectionneur), Patrick Brion. 